# Copa do Nordeste 2019
Die Copa do Nordeste 2019 war die 16. Austragung der Copa do Nordeste, eines regionalen Fußballpokalwettbewerbs in Brasilien, der vom nationalen Fußballverband CBF in Zusammenarbeit mit den Verbänden der teilnehmenden Bundesstaaten organisiert wurde. Es startete am 18. April 2018 und endete am 29. Mai 2019. Der Turniersieger sicherte sich einen Achtelfinalplatz im Copa do Brasil 2020.

## Modus
Der Austragungsmodus wurde im Vorjahresvergleich geändert. Die Qualifikationsrunde mit acht Klubs wurde beibehalten. Diese spielten in ausgelosten Begegnungen mit Hin- und Rückspiel die vier Klubs aus, welche in die Gruppenphase einziehen sollten. In der Gruppenphasen trafen die 16 Teilnehmer, anstatt in vier Gruppen zu je vier Klubs, in zwei Gruppen je acht Klubs aufeinander. In der Gruppe traten die Mannschaften einmal gegen jeden Klub aus der anderen Gruppe an. Die vier zogen in die zweite Runde ein. Diese wurde im Pokalmodus ab einem Viertelfinale ausgespielt. Viertel- und Halbfinale wurden in nur einem Spiel entschieden, das Finale mit Hin- und Rückspiel. Im Viertelfinale trafen erstmals die Klubs aus der jeweiligen Gruppe aufeinander. Der jeweilige Gruppenerste auf den Vierten und der Gruppenzweite auf den Dritten.
Die Aufteilung der Klubs für die Qualifizierungsrunde und Gruppenphase wurde wie folgt festgelegt:
- Gruppenphase: 12 Klubs
  - die neun Staatsmeister der einzelnen Bundesstaaten
  - die Bundesstaaten Bahia, Ceará und Pernambuco erhielten einen zweiten Startplatz in der Gruppenphase. Als Teilnehmer qualifizierte sich der beste aus der CBF-Rangliste aus 2018. War dieses der Staatsmeister, so ging der Platz an den zweitbesten Klub in der Rangliste.
- Qualifikationsphase: 8 Klubs
  - jeweils ein Klub Bahia und Pernambuco, welche sich als zweitbester des Bundesstaates gemäß der CBF-Rangliste ergaben.
  - sechs Klubs aus Alagoas, Maranhão, Paraíba, Piauí, Rio Grande do Norte und Sergipe, welche in ihrem Bundesstaat die beste Platzierung im CBF Ranking 2018 hatten. Sollte dieses der aktuelle Staatsmeister sein, ging der Startplatz an den nächsten Klub in der Rangliste.

## Teilnehmer
Das Teilnehmerfeld bestand aus 20 Klubs. Diese kamen aus den Bundesstaaten Alagoas, Bahia, Ceará, Maranhão, Paraíba, Pernambuco, Piauí, Rio Grande do Norte und Sergipe.
Die Teilnehmer waren:
| Bundesstaat         | Klub                    | Qualifizierung     | Einstieg             |
| ------------------- | ----------------------- | ------------------ | -------------------- |
| Alagoas             | CS Alagoano             | Staatsmeister 2018 | Gruppenphase         |
| Alagoas             | Clube de Regatas Brasil | CBF-Rangliste      | Qualifizierungsrunde |
| Bahia               | EC Bahia                | Staatsmeister 2018 | Gruppenphase         |
| Bahia               | SD Juazeirense          | CBF-Rangliste      | Qualifizierungsrunde |
| Bahia               | EC Vitória              | CBF-Rangliste      | Gruppenphase         |
| Ceará               | Ceará SC                | Staatsmeister 2018 | Gruppenphase         |
| Ceará               | Fortaleza EC            | CBF-Rangliste      | Gruppenphase         |
| Maranhão            | Moto Club de São Luís   | Staatsmeister 2018 | Gruppenphase         |
| Maranhão            | Sampaio Corrêa FC       | CBF-Rangliste      | Qualifizierungsrunde |
| Paraíba             | Botafogo FC (PB)        | Staatsmeister 2018 | Gruppenphase         |
| Paraíba             | Campinense Clube        | CBF-Rangliste      | Qualifizierungsrunde |
| Pernambuco *        | Náutico Capibaribe      | Staatsmeister 2018 | Gruppenphase         |
| Pernambuco *        | Salgueiro AC            | CBF-Rangliste      | Qualifizierungsrunde |
| Pernambuco *        | Santa Cruz FC           | CBF-Rangliste      | Gruppenphase         |
| Piauí               | AA Altos                | Staatsmeister 2018 | Gruppenphase         |
| Piauí               | Ríver AC                | CBF-Rangliste      | Qualifizierungsrunde |
| Rio Grande do Norte | ABC Natal               | Staatsmeister 2018 | Gruppenphase         |
| Rio Grande do Norte | América FC (RN)         | CBF-Rangliste      | Qualifizierungsrunde |
| Sergipe             | AD Confiança            | CBF-Rangliste      | Qualifizierungsrunde |
| Sergipe             | CS Sergipe              | Staatsmeister 2018 | Gruppenphase         |

## Qualifizierungsrunde
Für die Zuordnung der Teilnehmer zu den Gruppen wurden zwei Lostöpfe gebildet. Die Teilnehmer wurden in der Reihenfolge ihres Rankings beim CBF zugeordnet. Die Auslosung der Paarungen fand am 9. April 2018 statt. Die Spiele begannen am 18. April und endeten am 1. Mai 2018.
| Topf A                       | Topf B                |
| ---------------------------- | --------------------- |
| Clube de Regatas Brasil (36) | AD Confiança (54)     |
| Sampaio Corrêa FC (39)       | Ríver AC (60)         |
| América FC (RN) (43)         | Campinense Clube (70) |
| Salgueiro AC (51)            | SD Juazeirense (82)   |

| Datum         |                  | Gesamt |                         | Hinspiel  | Rückspiel |
| ------------- | ---------------- | ------ | ----------------------- | --------- | --------- |
| 18.04./01.05. | Campinense Clube | 2:3    | Clube de Regatas Brasil | 1:0 (0:0) | 1:3 (1:0) |
| 18.04./25.04. | SD Juazeirense   | 2:3    | Salgueiro AC            | 1:1 (1:1) | 1:2 (0:1) |
| 18.04./25.04. | Ríver AC         | 2:5    | Sampaio Corrêa FC       | 2:2 (0:1) | 0:3 (0:1) |
| 19.04./26.04. | AD Confiança     | 5:3    | América FC (RN)         | 3:3 (1:1) | 2:0 (1:0) |

## Gruppenphase
Für die Zuordnung der Teilnehmer zu den Gruppen wurden vier Lostöpfe gebildet. Die Teilnehmer wurden in der Reihenfolge ihres Rankings beim CBF zugeordnet. Die Partien wurden vom 18. April bis 30. März 2019 ausgetragen.
| Topf A             | Topf B                       | Topf C                | Topf D                     |
| ------------------ | ---------------------------- | --------------------- | -------------------------- |
| EC Vitória (18)    | ABC Natal (31)               | Fortaleza EC (42)     | CS Alagoano (59)           |
| EC Bahia (21)      | Náutico Capibaribe (32)      | Botafogo FC (PB) (45) | Moto Club de São Luís (66) |
| Santa Cruz FC (25) | Clube de Regatas Brasil (36) | Salgueiro AC (51)     | AA Altos (98)              |
| Ceará SC (27)      | Sampaio Corrêa FC (39)       | AD Confiança (54)     | CS Sergipe (99)            |

### Gruppe A
| Pl. | Verein                  | Sp. | S | U | N | Tore    | Diff. | Punkte |
| --- | ----------------------- | --- | - | - | - | ------- | ----- | ------ |
| 1.  | Fortaleza EC            | 8   | 3 | 4 | 1 | 012:600 | +6    | 13     |
| 2.  | Santa Cruz FC           | 8   | 3 | 3 | 2 | 009:800 | +1    | 12     |
| 3.  | Clube de Regatas Brasil | 8   | 1 | 6 | 1 | 006:500 | +1    | 09     |
| 4.  | EC Vitória              | 8   | 0 | 7 | 1 | 008:100 | −2    | 07     |
| 5.  | Salgueiro AC            | 8   | 1 | 3 | 4 | 005:130 | −8    | 06     |
| 6.  | Sampaio Corrêa FC       | 8   | 1 | 1 | 6 | 004:150 | −11   | 04     |
| 7.  | CS Sergipe              | 8   | 1 | 0 | 7 | 004:130 | −9    | 03     |
| 8.  | AA Altos                | 8   | 0 | 2 | 6 | 004:160 | −12   | 02     |

### Gruppe B
| Pl. | Verein                | Sp. | S | U | N | Tore    | Diff. | Punkte |
| --- | --------------------- | --- | - | - | - | ------- | ----- | ------ |
| 1.  | Ceará SC              | 8   | 5 | 3 | 0 | 015:500 | +10   | 18     |
| 2.  | Botafogo FC (PB)      | 8   | 5 | 3 | 0 | 010:300 | +7    | 18     |
| 3.  | CS Alagoano           | 8   | 4 | 4 | 0 | 010:300 | +7    | 16     |
| 4.  | Náutico Capibaribe    | 8   | 4 | 3 | 1 | 013:900 | +4    | 15     |
| 5.  | EC Bahia              | 8   | 3 | 3 | 2 | 015:700 | +8    | 12     |
| 6.  | ABC Natal             | 8   | 3 | 3 | 2 | 008:500 | +3    | 12     |
| 7.  | Moto Club de São Luís | 8   | 2 | 5 | 1 | 009:700 | +2    | 11     |
| 8.  | AD Confiança          | 8   | 2 | 2 | 4 | 006:130 | −7    | 08     |

### Gruppenspiele
| 15. Januar |           |                |                     |
| CSA        | 1:1 (0:0) | Vitória        | Trapichão           |
| Botafogo   | 0:0       | Santa Cruz     | Almeidão            |
| Náutico    | 1:3 (0:1) | Fortaleza      | Aflitos             |
| 16. Januar |           |                |                     |
| ABC        | 2:1 (1:1) | CS Sergipe     | Arena das Dunas     |
| Bahia      | 1:1 (1:1) | CRB            | Fonte Nova (19.388) |
| Moto Club  | 1:1 (1:0) | Altos          | Castelão (MA)       |
| 17. Januar |           |                |                     |
| Confiança  | 0:1 (0:0) | Salgueiro      | Batistão            |
| Ceará      | 5:0 (1:0) | Sampaio Corrêa | Castelão (CE)       |

| 19. Januar     |           |           |                   |
| Vitória        | 1:1 (1:0) | Moto Club | Barradão          |
| 22. Januar     |           |           |                   |
| CS Sergipe     | 0:2 (0:1) | Náutico   | Batistão          |
| 26. Januar     |           |           |                   |
| Santa Cruz     | 1:3 (0:1) | Bahia     | Arena Pernambuco  |
| Sampaio Corrêa | 2:2 (0:1) | Confiança | Castelão (MA)     |
| CRB            | 0:0       | Ceará     | Trapichão         |
| 27. Januar     |           |           |                   |
| Salgueiro      | 1:1 (0:0) | Botafogo  | Salgueirão        |
| Altos          | 1:1 (0:0) | ABC       | Lindolfinho (245) |
| 28. Januar     |           |           |                   |
| Fortaleza      | 0:0       | CSA       | Castelão (CE)     |

| 2. Februar     |           |            |                     |
| Salgueiro      | 1:1 (0:0) | Náutico    | Salgueirão          |
| Botafogo       | 1:0 (0:0) | Fortaleza  | Almeidão            |
| Santa Cruz     | 1:0 (0:0) | ABC        | Arena Pernambuco    |
| 3. Februar     |           |            |                     |
| Bahia          | 1:1 (1:0) | Vitória    | Fonte Nova (43.393) |
| Confiança      | 1:0 (0:0) | CS Sergipe | Batistão            |
| Sampaio Corrêa | 0:3 (0:1) | CSA        | Castelão (MA)       |
| CRB            | 2:2 (0:0) | Moto Club  | Trapichão           |
| 9. Februar     |           |            |                     |
| Ceará          | 2:1 (1:0) | Altos      | Castelão (CE)       |

| 9. Februar  |           |                |                   |
| Náutico     | 2:2 (1:1) | Santa Cruz     | Aflitos           |
| 16. Februar |           |                |                   |
| CS Sergipe  | 1:2 (0:0) | Botafogo       | Batistão (384)    |
| Vitória     | 1:1 (1:0) | Ceará          | Barradão          |
| ABC         | 0:0       | CRB            | Arena das Dunas   |
| Altos       | 0:1 (0:1) | Confiança      | Lindolfinho (224) |
| 17. Februar |           |                |                   |
| Moto Club   | 1:0 (1:0) | Sampaio Corrêa | Castelão (MA)     |
| CSA         | 1:0 (0:0) | Salgueiro      | Trapichão         |
| 24. Februar |           |                |                   |
| Fortaleza   | 2:2 (1:0) | Bahia          | Castelão (CE)     |

| 2. März    |           |                |                        |
| Altos      | 0:5 (0:2) | Bahia          | Lindolfinho (212)      |
| Moto Club  | 0:1 (0:1) | Santa Cruz     | Castelão (MA)          |
| CS Sergipe | 0:1 (0:1) | Ceará          | Batistão (453)         |
| ABC        | 4:1 (1:0) | Salgueiro      | Arena das Dunas        |
| 7. März    |           |                |                        |
| Fortaleza  | 4:0 (2:0) | Confiança      | Castelão (CE) (15.626) |
| Náutico    | 2:1 (1:1) | Sampaio Corrêa | Aflitos                |
| Vitória    | 1:3 (0:1) | Botafogo       | Barradão               |
| CSA        | 0:0       | CRB            | Trapichão              |

| 10. März       |           |            |                        |
| Santa Cruz     | 1:1 (0:1) | CSA        | Arrudão                |
| Salgueiro      | 0:0       | Moto Club  | Salgueirão             |
| 13. März       |           |            |                        |
| Bahia          | 0:1 (0:1) | CS Sergipe | Fonte Nova             |
| 14. März       |           |            |                        |
| CRB            | 1:2 (0:1) | Náutico    | Trapichão              |
| Confiança      | 2:2 (1:2) | Vitória    | Batistão               |
| 16. März       |           |            |                        |
| Sampaio Corrêa | 0:1 (0:1) | ABC        | Castelão (MA) (478)    |
| Botafogo       | 2:0 (1:0) | Altos      | Almeidão               |
| Ceará          | 1:1 (1:0) | Fortaleza  | Castelão (CE) (34.909) |

| 23. März  |           |                |               |
| Ceará     | 2:1 (0:1) | Santa Cruz     | Castelão (CE) |
| Moto Club | 1:1 (0:0) | Fortaleza      | Castelão (MA) |
| ABC       | 0:0       | Vitória        | Frasqueirão   |
| Náutico   | 2:0 (0:0) | Altos          | Aflitos       |
| Confiança | 0:2 (0:2) | CRB            | Batistão      |
| 24. März  |           |                |               |
| Bahia     | 2:0 (0:0) | Salgueiro      | Fonte Nova    |
| Botafogo  | 1:0 (1:0) | Sampaio Corrêa | Almeidão      |
| CSA       | 2:0 (0:0) | CS Sergipe     | Trapichão     |

| 30. März       |           |           |                        |
| Vitória        | 1:1 (1:1) | Náutico   | Barradão               |
| Fortaleza      | 1:0 (0:0) | ABC       | Castelão (CE) (19.035) |
| CS Sergipe     | 1:3 (0:0) | Moto Club | Batistão (249)         |
| Santa Cruz     | 2:0 (1:0) | Confiança | Arena Pernambuco       |
| Sampaio Corrêa | 1:0 (1:0) | Bahia     | Castelão (MA) (431)    |
| CRB            | 0:0       | Botafogo  | Trapichão              |
| Salgueiro      | 1:3 (0:3) | Ceará     | Salgueirão             |
| Altos          | 1:2 (1:0) | CSA       | Albertão (447)         |

## Finalrunde

### Turnierplan
| Viertelfinale | Viertelfinale | Viertelfinale |     |           | Halbfinale | Halbfinale | Halbfinale |  |  | Finale | Finale | Finale |
|               |               |               |     |           |            |            |            |  |  |        |        |        |
| A1            | Fortaleza     | 4             |     |           |            |            |            |  |  |        |        |        |
| A4            | Vitória       | 0             |     |           |            |            |            |  |  |        |        |        |
| A4            | Vitória       | 0             |     | Fortaleza | 1          |            |            |  |  |        |        |        |
|               |               |               |     | Fortaleza | 1          |            |            |  |  |        |        |        |
|               |               | Santa Cruz    | 0   |           |            |            |            |  |  |        |        |        |
| A2            | Santa Cruz    | Santa Cruz    | 0   | 1 (8)     |            |            |            |  |  |        |        |        |
| A2            | Santa Cruz    |               |     |           |            |            |            |  |  |        |        |        |
| A3            | CRB           | 1 (7)         |     |           |            |            |            |  |  |        |        |        |
| A3            | CRB           | 1 (7)         |     | Fortaleza | 1 1        |            |            |  |  |        |        |        |
|               |               |               |     | Fortaleza | 1 1        |            |            |  |  |        |        |        |
|               |               | Botafogo      | 0 0 |           |            |            |            |  |  |        |        |        |
| B2            | Botafogo      | Botafogo      | 0 0 | 3         |            |            |            |  |  |        |        |        |
| B2            | Botafogo      |               |     |           |            |            |            |  |  |        |        |        |
| B3            | CSA           | 1             |     |           |            |            |            |  |  |        |        |        |
| B3            | CSA           | 1             |     | Botafogo  | 2          |            |            |  |  |        |        |        |
|               |               |               |     | Botafogo  | 2          |            |            |  |  |        |        |        |
|               |               | Náutico       | 1   |           |            |            |            |  |  |        |        |        |
| B1            | Ceará         | Náutico       | 1   | 0         |            |            |            |  |  |        |        |        |
| B1            | Ceará         |               |     |           |            |            |            |  |  |        |        |        |
| B4            | Náutico       | 2             |     |           |            |            |            |  |  |        |        |        |

### Viertelfinale
| Datum    |              | Ergebnis  |                         | Stadion (Zuschauer)    |
| -------- | ------------ | --------- | ----------------------- | ---------------------- |
| 6. April | Ceará SC     | 0:2 (0:0) | Náutico                 | Castelão (CE) (35.140) |
| 6. April | Santa Cruz   | 1:1 (0:0) | Clube de Regatas Brasil | Arrudão (8.018)        |
| 7. April | Botafogo     | 3:1 (0:0) | CSA                     | Almeidão (7.554)       |
| 8. April | Fortaleza EC | 4:0 (2:0) | EC Vitória              | Castelão (CE) (29.565) |

### Halbfinale
| Datum  |              | Ergebnis  |            | Stadion (Zuschauer)    |
| ------ | ------------ | --------- | ---------- | ---------------------- |
| 9. Mai | Botafogo     | 2:1 (0:0) | Náutico    | Almeidão (8.462)       |
| 9. Mai | Fortaleza EC | 1:0 (0:0) | Santa Cruz | Castelão (CE) (30.495) |

### Finale

#### Hinspiel
Zu Beginn der Partie wurde eine Schweigeminute für den bolivianischen Schiedsrichter Victor Hugo Hurtado abgehalten. Dieser hatte ein paar Tage vorher, im Zuge eines Ligaspiels in seiner Heimat in der 47. Minute vor laufender Kamera, im Alter von 31 Jahren einen tödlichen Herzinfarkt erlitten.
| Fortaleza EC                              | Fortaleza EC | Botafogo FC (PB) | Botafogo FC (PB) |
| ----------------------------------------- | --- | --- | ---------------- |
| Fortaleza EC                              | \| 23. Mai 2019 in Fortaleza (Castelão (CE)) \| \| Ergebnis: 1:0 (0:0) \| \| Zuschauer: 38.070 \| \| Schiedsrichter: Diego Pombo ( Bahia) \| \| Spielbericht \| | \| 23. Mai 2019 in Fortaleza (Castelão (CE)) \| \| Ergebnis: 1:0 (0:0) \| \| Zuschauer: 38.070 \| \| Schiedsrichter: Diego Pombo ( Bahia) \| \| Spielbericht \| | Botafogo FC (PB) |
| Fortaleza EC                              | Marcelo Boeck – Tinga, Quintero, Roger Carvalho, Melo – Felipe Araruna 65., Edinho 78', Felipe – Romarinho 85., Osvaldo 65., Wellington Paulista Reserve Felipe Alves, Gabriel Dias, Nathan Ribeiro, Carlinhos, Paulo Roberto, Derley, Santiago Romero, Dodô 65., Marlon, Matheus Alessandro, Marcinho 65., Gustavo Coutinho 85. Cheftrainer: Rogério Ceni | Saulo – Israel, Lula, Donato, Fábio Alves – Wellington Cézar, Juninho, Marcos Vinícius 74., Clayton 46. – Dico 63., Nando Reserve Isaías, Willian Goiano, Rodolfo Mol, Charles, Rafael Paraíba, Enercino 63., Orlando Júnior 46., Paulo Renê 74., Rafael Ibiapino Cheftrainer: Evaristo Piza | Botafogo FC (PB) |
| Fortaleza EC                              | 1:0 Wellington Paulista (78.) | | Botafogo FC (PB) |
| Fortaleza EC                              | Felipe (36.) | Wellington Cézar (31.), Juninho (87.) | Botafogo FC (PB) |
| 23. Mai 2019 in Fortaleza (Castelão (CE)) | | |                  |
| Ergebnis: 1:0 (0:0)                       | | |                  |
| Zuschauer: 38.070                         | | |                  |
| Schiedsrichter: Diego Pombo ( Bahia)      | | |                  |
| Spielbericht                              | | |                  |

#### Rückspiel
Am Ende des Spiels wurde Schiedsrichterassistenten festgestellt, dass die Anhänger von Botafogo in der 75. Minute Feuerwerk auf die Anhänger von Fortaleza abfeuerten, was ein Eingreifen der Polizei erforderte, um die Situation zu kontrollieren.
| Botafogo FC (PB)                           | Botafogo FC (PB) | Fortaleza EC | Fortaleza EC |
| ------------------------------------------ | --- | --- | ------------ |
| Botafogo FC (PB)                           | \| 29. Mai 2019 in João Pessoa (Almeidão) \| \| Ergebnis: 0:1 (0:1) \| \| Zuschauer: 15.767 \| \| Schiedsrichter: Caio Max Augusto Vieira () \| \| Spielbericht \| | \| 29. Mai 2019 in João Pessoa (Almeidão) \| \| Ergebnis: 0:1 (0:1) \| \| Zuschauer: 15.767 \| \| Schiedsrichter: Caio Max Augusto Vieira () \| \| Spielbericht \| | Fortaleza EC |
| Botafogo FC (PB)                           | Saulo – Israel, Lula, Donato, Fábio Alves – Rogério 62., Wellington Cézar 84., Marcos Vinícius – Clayton, Marcos Aurélio 56., Nando Reserve Isaías, Willian Goiano, Rodolfo Mol, Charles, Rafael Paraíba, Juninho, Enercino 56., Orlando Júnior, Paulo Renê 84., Dico 62., Rafael Ibiapino Cheftrainer: Evaristo Piza | Marcelo Boeck – Tinga, Quintero, Roger Carvalho, Carlinhos – Felipe Araruna, Felipe, Osvaldo 61. – Romarinho 27., Júnior Santos, Wellington Paulista 64. Reserve Felipe Alves, Gabriel Dias, Patrick Marcelino, Nathan Ribeiro, Melo, Paulo Roberto, Derley, Santiago Romero, Dodô 64., Marlon 27., Matheus Alessandro, Marcinho 61. Cheftrainer: Rogério Ceni | Fortaleza EC |
| Botafogo FC (PB)                           | 0:1 Wellington Paulista (4.) | | Fortaleza EC |
| Botafogo FC (PB)                           | Rogério (12.), Marcos Aurélio (23.), Enercino (66.), Israel (73.), Saulo (73.), Marcos Vinícius (86.) | Araruna (29.), Carlinhos (35.), Júnior Santos (51.) | Fortaleza EC |
| 29. Mai 2019 in João Pessoa (Almeidão)     | | |              |
| Ergebnis: 0:1 (0:1)                        | | |              |
| Zuschauer: 15.767                          | | |              |
| Schiedsrichter: Caio Max Augusto Vieira () | | |              |
| Spielbericht                               | | |              |

## Torschützenliste
| Pl. | Nat.        | Spieler        | Klub             | Tore |
| --- | ----------- | -------------- | ---------------- | ---- |
| 1   | Brasilianer | Gilberto       | EC Bahia         | 8    |
|     | Brasilianer | Júnior Santos  | Fortaleza EC     | 8    |
| 3   | Brasilianer | Marcos Aurélio | Botafogo FC (PB) | 5    |